# Codringtonia intusplicata
Codringtonia intusplicata is een slakkensoort uit de familie van de Helicidae. De soort is endemisch in Griekenland.
Codringtonia intusplicata werd voor het eerst wetenschappelijk beschreven als Helix intusplicata in 1851 door L. Pfeiffer.